# Heroes (Sabaton-Album)
Heroes ist das siebte Studioalbum der schwedischen Band Sabaton. Es ist seit dem 16. Mai 2014 erhältlich, war aber schon seit dem 12. Mai 2014 auf Spotify zu hören. Es handelt sich um ein Konzeptalbum, das Helden auf beiden Seiten im Zweiten Weltkrieg behandelt. Anders als bei anderen Alben der Band ist der Name des Albums nicht gleichzeitig Name eines darauf vorhandenen Liedes.
Heroes ist das erste Album mit der von 2012 bis 2016 bestehenden Sabaton-Besetzung, damals waren die beiden Gitarristen Chris Rörland und Thobbe Englund sowie der neue Schlagzeuger Hannes Van Dahl hinzugekommen.

## Allgemein
Heroes wurde, wie auch seine beiden Vorgängeralben, von Peter Tägtgren in seinem Abyss Studio bei Pärlby abgemischt und produziert, Gleiches gilt für die Tontechnik. Tägtgren war bereits vor Carolus Rex in dem Produktionsprozess der Band involviert. Wie auch die beiden folgenden Alben und World War Live – Battle of the Baltic Sea wurde Heroes von Jonas Kjellgren gemastert.
Ken Kängström, der bereits auf Carolus Rex und später auf The Last Stand Kokomponist war, war an dem Album als zusätzlicher Gitarrist beteiligt. Das Grafikdesign stammt von Péter Sallai, die Fotos für das Booklet von Ryan Garrison.

## Titelliste

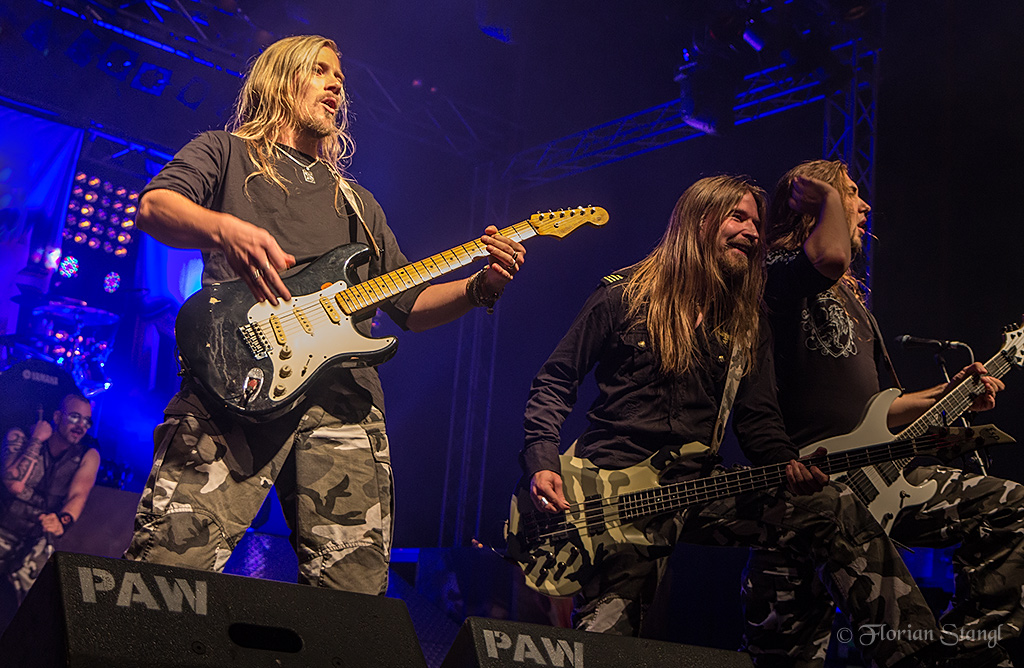
Bassist Sundström mit den neuen Gitarristen Rörland und Englund, 2012

Alle Texte stammen von Joakim Brodén und Pär Sundström.
1. Night Witches – 3:01 (Musik: Brodén)
2. No Bullets Fly – 3:37 (Musik: Brodén)
3. Smoking Snakes – 3:14 (Musik: Brodén)
4. Inmate 4859 – 4:26 (Musik: Brodén/Tägtgren)[1]
5. To Hell and Back – 3:26 (Musik: Brodén)
6. The Ballad of Bull – 3:53 (Musik: Brodén)
7. Resist and Bite – 3:27 (Musik: Brodén)
8. Soldier of 3 Armies – 3:38 (Musik: Englund/Brodén)[2]
9. Far from the Fame – 3:47 (Musik: Brodén)
10. Hearts of Iron – 4:28 (Musik: Brodén/Englund)

Zusätzliche Lieder im „Limited Digibook“.
1. 7734 – 3:33 (Musik: Brodén)
2. Man of War – 3:48 (Musik: Brodén/Van Dahl)[3]

Zusätzliche Lieder in der „Earbook Edition“.
1. For Whom the Bell Tolls – 5:22
2. En hjältes väg – 4:26
3. Out of Control – 3:36

Auf Spotify existieren zusätzliche Tracks, in denen Joakim Brodén zu jedem Lied eine kurze Erklärung über den Inhalt und die Bedeutung des Liedes liefert.

## Details zu den einzelnen Liedern

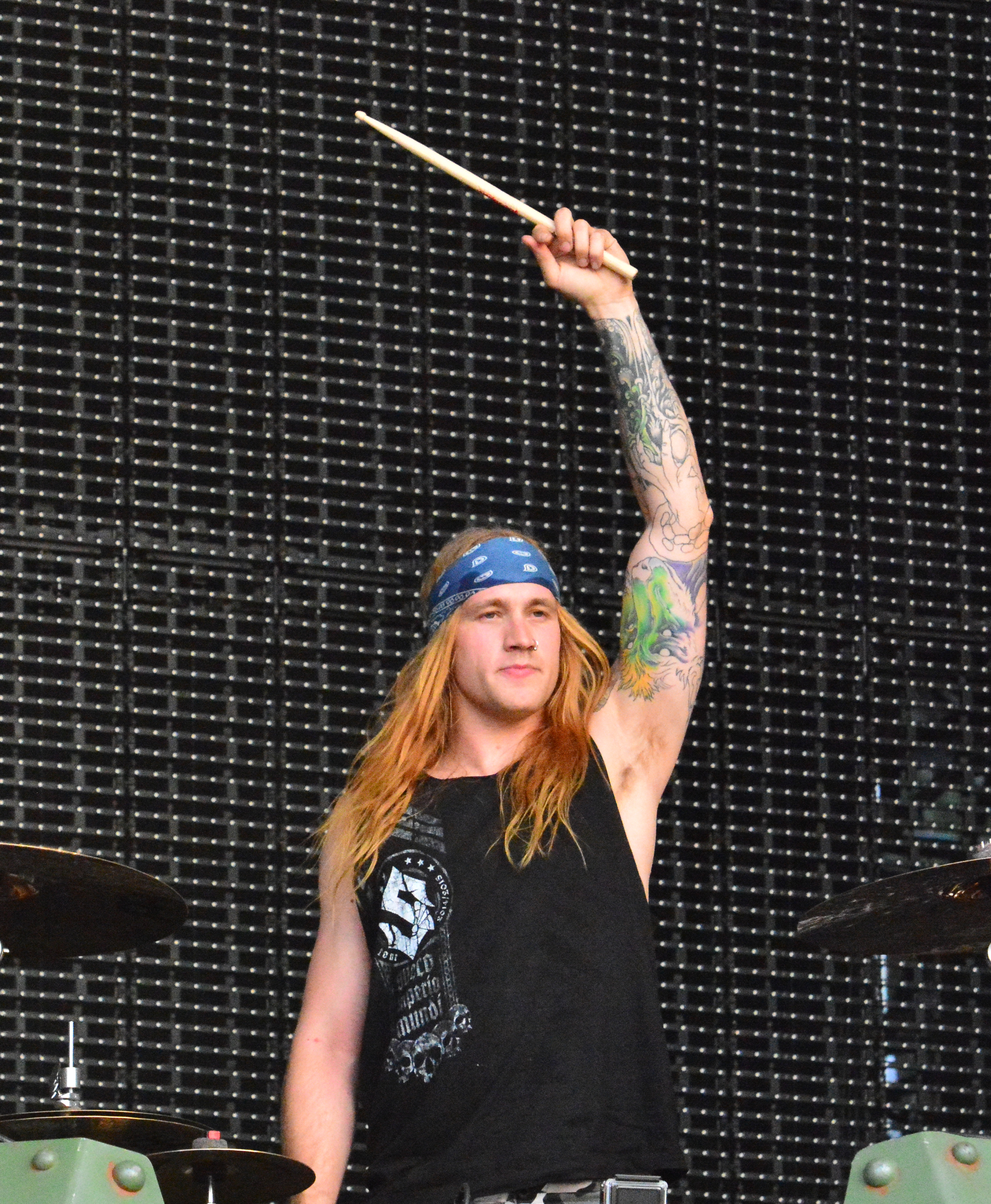
Der neue Schlagzeuger van Dahl, 2015

### Night Witches
Der Song behandelt das 588. Nachtbomberregiment (von den Deutschen wegen des hohen Pilotinnenanteils „Nachthexen“ genannt) der sowjetischen Luftwaffe. Die Gitarrensoli in dem Stück stammen allesamt von Chris Rörland.

### No Bullets Fly
No Bullets Fly handelt von der Begegnung zwischen Franz Stigler und Charles Brown. Im Dezember 1943 riskierte der deutsche Jagdflieger Franz Stigler auf drei verschiedene Arten sein Leben (Beschuss durch den B-17-Bomber selbst, Beschuss durch die deutsche Luftabwehr, sowie Exekution wegen Hochverrats), um die Besatzung eines stark beschädigten amerikanischen B-17-Bombers zu retten und ihm die Rückkehr nach Großbritannien zu ermöglichen. Er rettete damit fünf Menschen, obwohl er nur noch einen Abschuss benötigte, um das Ritterkreuz zu erhalten. No Bullets Fly ist Englunds Lieblingslied auf dem Album.

### Smoking Snakes
Smoking Snakes erzählt die Geschichte dreier Soldaten des brasilianischen Expeditionskorps in Europa, die trotz schierer Überzahl deutscher Soldaten gekämpft haben. Ihre Gegner ehrten ihren Mut, indem sie die Drei begruben. Auf das Totenkreuz schrieben sie: „Drei brasilianische Helden“. Smoking Snakes hatte ursprünglich den Arbeitstitel Heroes und hielt damit das Gesamtkonzept des Albums zusammen. Brodén komponierte das Stück größtenteils im Winter 2012 in einem Backstagebereich in Glasgow. Der restliche Teil benötigte jedoch fast zwei Jahre zur Fertigstellung.

### Inmate 4859
Inmate 4859 handelt vom Leben Witold Pileckis, einem Soldaten der polnischen Heimatarmee, der sich freiwillig in das Konzentrationslager Auschwitz-Birkenau begab, um die Insassen bei Aufständen zu unterstützen. Das Stück ist eines von Rörlands liebsten auf dem Album, weil er dafür eine siebensaitige Gitarre benutzte. Die lyrische Thematik von Inmate 4859 war bereits für Coat of Arms fertig.

### To Hell and Back
Das Lied handelt von Audie Murphy, einem der meistausgezeichneten amerikanischen Veteranen des Zweiten Weltkriegs und Autor der Autobiographie „To Hell and Back“. Das Lied beschreibt vor allem die Schrecken bei der alliierten Operation Shingle. Teile des Refrains sind aus einem Gedicht Murphys übernommen.

### The Ballad of Bull
The Ballad Of Bull erzählt von der Heldentat des australischen Corporal Bull Allen. Dieser rannte zwölf Mal zurück auf das Schlachtfeld, um seine verwundeten US-Kameraden in Sicherheit zu tragen.

### Resist and Bite
Resist And Bite, der siebte Titel, ehrt die „Chasseurs ardennais“ (zu Deutsch: Ardennenjäger), eine kleine belgische Infanterieformation (ca. 40 Mann stark). Diese Einheit kämpfte so verbissen, dass der deutsche Vormarsch 18 Tage zum Erliegen kam. Durch Anwendung der Motti-Taktik (Jagdkampf) gingen die Befehlshaber der Wehrmacht davon aus, dass es sich um Teile einer französischen Division handelt. Der Songtitel ist eine Übersetzung des Mottos der Ardennenjäger: „Resiste et mords“, ebenso führten die 1994 aufgelösten Ch.A. einen Eber im Wappen.

### Soldier of 3 Armies
Soldier Of 3 Armies erzählt die Geschichte von Lauri Törni, einem finnischen Soldaten während des Winterkrieges. Er wechselte zu der Waffen-SS und nach dem Zweiten Weltkrieg kämpfte er bei der US Army (Green Berets) im Vietnamkrieg. Das Gitarrensolo stammt von Englund.

### Far from the Fame
Der neunte Titel Far From The Fame beschreibt das Leben des tschechoslowakischen Helden Karel Janoušek, eines Generals, der gegen die Nazis kämpfte und durch das kommunistische Regime in der Tschechoslowakei zwölf Jahre in Haft gehalten wurde.

### Hearts of Iron
Hearts of Iron, der letzte reguläre Titel des Albums, handelt von den letzten Tagen vor dem Fall Berlins. Der Oberbefehlshaber der 12. Armee, Walther Wenck, hatte den Befehl sich mit der 9. Armee unter dem Befehl von Theodor Busse zu vereinigen, in Richtung Berlin vorzustoßen und die von der Roten Armee bereits eingeschlossene Stadt, zu entsetzen. Der persönlich ausgegebene und letzte Befehl von Adolf Hitler wurde jedoch auf Grund der Aussichtslosigkeit des Unterfangens ignoriert und stattdessen entschieden, die Verwundeten, die Zivilbevölkerung und verbliebenen Soldaten vor der Zerstörungswut der Roten Armee, in den Westen zu retten. Die auf etwa 118.000 Soldaten angewachsene Armee, begleitet von etwa 300.000 Zivilisten, kämpfte sich in einem bewegenden Kessel Richtung Tangermünde an die Elbe und ermöglichte durch Rückzugsgefechte ein Übersetzen aller Zivilisten, als auch aller Soldaten, in den Westen. Die 12. Armee kapitulierte am Westufer der Elbe und deren Soldaten begaben sich in amerikanische Gefangenschaft, wurden aber später an die Sowjetunion ausgeliefert. Das Gitarrensolo wurde von Englund direkt mit dem ersten Versuch auf einer Fender Stratocaster eingespielt.

### 7734
Der Text spielt mit den üblichen Vorurteilen, dass Metal-Musik böse sei. So ist zum Beispiel 7734 auf einem Taschenrechner der auf dem Kopf steht „hell“ (dt. „Hölle“). Die Textstelle „Do glatem live“ ist rückwärts „evil metal god“ und die Textstelle „We are no longer double seven three four, Last two united and two became one, One hundred eleven, We perished in flames“ ist ein kleines Rechenspiel, wo aus 7734 die Zahl 777 wird („Last two united and two became one“), wovon dann 111 „one hundred eleven“ abgezogen werden, was schlussendlich 666 ergibt.

### Man of War
Der Song ist eine Hommage an die Band Manowar und der Text besteht ausschließlich aus verschiedenen Songtiteln der Band. Es ist das einzige Lied der Band, an dem Hannes van Dahl, von dem die Idee zu dem Stück ausging, kompositorisch beteiligt war.

## Kritiken
In der Encyclopaedia Metallum erhielt das Album eine Durchschnittsbewertung von 84 % bei 7 Rezensionen. In einer Bewertung von 94 % wird zudem die Rolle der neuen Besetzung positiv bewertet:

“When a band announces a major line up change, one can't help but wonder if the band will ever be the same again. And such was the case with Swedish giants Sabaton when in 2012 all but 2 of the members left, leaving lead vocalist Joakim Bróden and bassman Pär Sundström to pick up the pieces. Thobbe Englund and Chris Rörland were soon recruited as the new guitarists and Robban Bäck as the drummer who left after only one year due to him becoming a father. So as this was Sabaton's first release with new members there was a lot riding on the success of this album. […]
One noticeable change in Sabaton's music is much less synth-like keyboards and backing choirs, this is most likely due to the departure of their keyboard player Daniel Mÿhr. This change can be noticed on songs such as the incredible Resist and Bite and No Bullets Fly. But it wouldn’t be Sabaton without a little bit of keyboards and choir. With Joakim Bróden taking back over keyboard duties you can still get a sense of it on Hearts of Iron and the single To Hell and Back.
This album has really impressed me from start to finish and there really isn't anything more I could want from a Sabaton album. It has all the elements you could want; the musicians skill, the production quality, the history, the atmosphere. A very impressive release from a band that was on the edge of disaster.”